# Chardon
Chardon ist eine City in und Verwaltungssitz von Geauga im Nordosten des amerikanischen Bundesstaats Ohio, ungefähr 50 km östlich von Cleveland. Bei der Volkszählung von 2020 hatte der Ort 5.242 Einwohner.
In Chardon befinden sich zwei denkmalgeschützte Stadtteile. 1974 wurde das historische Zentrum als Chardon Courthouse Square District in das National Register of Historic Places (NRHP) aufgenommen, 2002 folgte das Gebiet des Fowler's Mills Historic District.

## Geschichte
Die Stadt wurde 1808 als Verwaltungssitz für den County Geauga inmitten eines bewaldeten Gebiets auf einem Hügel gegründet. Das Land für den Ort gehörte Peter Chardon Brooks (1767–1849), einem sehr wohlhabenden Geschäftsmann aus New England, der es unter der Bedingung stiftete, das die Stadt seinen Namen tragen würde. 1810 wurde Chardon (französisch für Disteln) nach ihm benannt. Am 24. Juli 1868 wurde in einem großen Feuer das Stadtzentrum zerstört.
Bei einem Amoklauf an einer Schule wurden am 27. Februar 2012 in der Chardon High School ein Schüler getötet und fünf weitere verletzt. Zwei weitere Opfer erlagen später ihren Verletzungen. Der mutmaßliche Täter wurde kurz nach der Tat verhaftet.
Am 19. März 2013 wurde der Täter zu dreimal lebenslänglich ohne die Möglichkeit der Begnadigung verurteilt.

## Wirtschaft
Im 20. Jahrhundert siedelten sich in Chardon Unternehmen der metallverarbeitenden und chemischen Industrie an. Wichtige Unternehmen des Ortes sind Pentair Water, die 1999 das 1954 gegründete Unternehmen Essef erwarb.  früher Structural Fibers. Pentair produziert in Chardon Anlagen und Teile zur  Wasseraufbereitung sowie Drucktanks aus GFK. Das Unternehmen Metal Coatings International (früher Diamond Shamrock Corporation) produziert Chemikalien zum Korrosionsschutz und zur Metallbeschichtung und hat seine
Hauptniederlassung in Chardon. De Nora Tech (früher Eltech Systems Corporation) stellt in Chardon Kohlenstofffaser- und Graphitprodukte her.
Vom Niedergang des herstellenden Industrie im Mittleren Westen war der Norden Ohios besonders betroffen. Zwischen 2001 und 2008 gingen in Chardon insgesamt mehr als 800 Arbeitsplätze durch Massenentlassungen und Fabrikschließungen verloren, darunter 2006 die Fabriken von Chardon Giant Eagle und Creative Engineered Polymer Products (ehemals ein Geschäftsbereich von Carlisle Engineered Products), wobei jeweils 160 Arbeitsplätze verloren gingen.

## Persönlichkeiten
In Chardon wurde 1826 der Politiker und General Halbert E. Paine geboren.
Die Sängerin Erin Mauer ist aus Chardon.
- Matt Ludwig (* 1996), Stabhochspringer